# Xã Springbrook, Quận Sheridan, Kansas
Xã Springbrook (tiếng Anh: Springbrook Township) là một xã thuộc quận Sheridan, tiểu bang Kansas, Hoa Kỳ. Năm 2010, dân số của xã này là 110 người.